# الانتخابات التشريعية السورية 1986

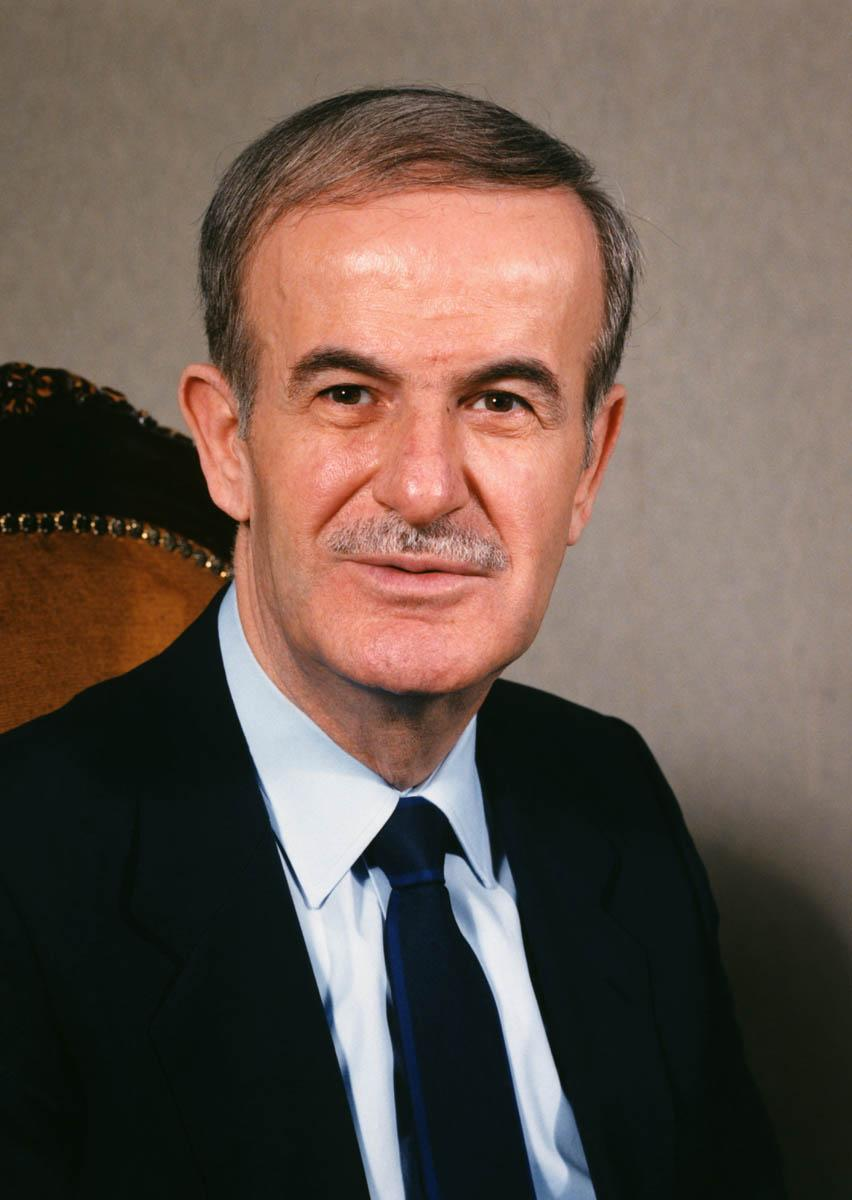
تبوأ حافظ الأسد منصب الرئاسة في انتخابات 1986 وفاز البعث السوري كسابقاتها بثلثي مقاعد البرلمان

الانتخابات التشريعية في سورية والتي أجريت في 10 و11 شباط 1986، وهي رابع انتخابات تشريعية تمت في ظل الجمهورية الثانية وحكم البعث وتبوأ حافظ الأسد منصب الرئاسة. أفضت كسابقاتها إلى فوز حزب البعث العربي الاشتراكي بنحو ثلثي مقاعد البرلمان في حين شغلت أحزاب يسارية عمومًا مع مستقلين الثلث الباقي.

## النتائج
| الحزب                  | الأصوات | % | المقاعد |
| ---------------------- | ------- | - | ------- |
| حزب البعث              |         |   | 130     |
| مستقلين                |         |   | 35      |
| حزب الاتحاد الاشتراكي  |         |   | 9       |
| الحزب الشيوعي السوري   |         |   | 8       |
| حركة الاشتراكيين العرب |         |   | 8       |
| الوحدويون الاشتراكيون  |         |   | 5       |
| المجموع                |         |   | 195     |